# Das Unentbehrlichste

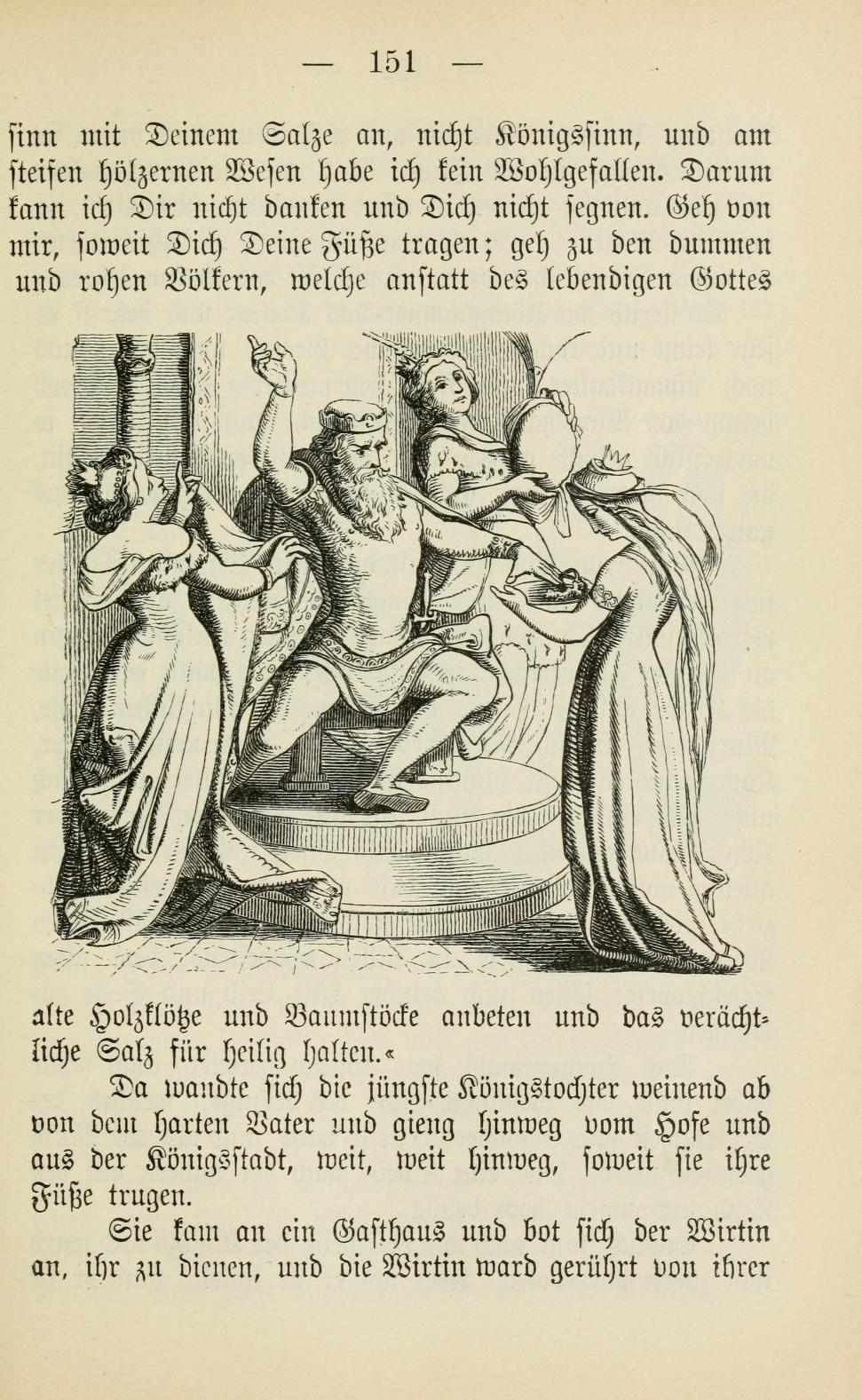
Illustration, 1890

Das Unentbehrlichste ist ein Märchen (AaTh 923). Es steht in Ludwig Bechsteins Neues deutsches Märchenbuch an Stelle 24 und stammt aus Ignaz und Josef Zingerles Kinder- und Hausmärchen aus Tirol, 1852 (Nr. 31: Nothwendigkeit des Salzes).

## Inhalt
Ein König will die seiner Töchter beerben, die ihm „das Unentbehrlichste“ bringt. Das ist in seinen Augen die Älteste, sie bringt ein Purpurgewand, das braucht ein König. Die zweite bringt Brot, das ist ihm zu einfach, die dritte aber Salz, sie verstößt er. In einem Gasthaus wird sie zur berühmten Köchin, die man zur Hochzeit der Ältesten lädt. Der Königs Leibspeise ist ungesalzen, er ruft sie her. Demütig hält sie ihm seine Worte vor, „Salz braucht man nicht“. Er nimmt sie wieder auf.

## Herkunft
Bechstein nennt die Quelle bei Zingerle. Er habe die Lösung nicht gleich im Titel verraten und lebendiger erzählen wollen. Die Älteste erklärt das Gewand mit der Vertreibung aus dem Paradies. Die Jüngste bringt das Salz auf einem Holzteller. Der König schickt sie fort, wo man Holzklötze und Baumstöcke anbete. Zum Hochzeitsmahl holt man die Köchin, denn „Essen und trinken hält Leib und Seele zusammen.“ „Das Salz ist heilig“, schließt Bechstein. In Die scharfe Schere und Klare-Mond bannt es Magie. Zingerle erzählt kürzer, nennt als Quelle Meran. Vgl. Grimms Die Gänsehirtin am Brunnen.